# Orthanc
Orthanc是比利時的輕量級開源DICOM伺服器。它根據GPLv3許可協議發佈。於2015年時獲得了自由軟體基金會的自由軟體獎。。
Orthanc 也是最受歡迎的開源DICOM伺服器之一， 它被廣泛用於法國、巴基斯坦、瑞典、以色列和荷蘭的醫院、醫療事業和研發機構。

## 支援的作業系統
Orthanc的官方軟體可以在許多Linux發行版上執行，包括Debian、 Ubuntu 和Fedora ，Windows的安裝版則可以從Orthanc網站免費下載，但是提供者為Orthanc的商業夥伴。